# Cynthia Rimsky
Cynthia Rimsky (Santiago de Chile, 1962) é uma escritora e académica chilena.

## Biografia
Nascida em Santiago de Chile, Rimsky formou-se em jornalismo em 1984. Nesse mesmo ano, realizou sua prática no diário El Mercurio de Valparaíso e estabeleceu-se naquela cidade.
Em 2001, publicou sua primeira novela, Poste-restante ("Poste restante"), um livro inspirado em sua própria travesía por Europa após encontrar um álbum de fotografias sobre sua família em uma feira de Santiago.
Em 2017 obteve o Premio Municipal de Literatura de Santiago e o Premio Mejores Obras Literarias Publicadas por sua novela O futuro é um lugar estranho ("El futuro es un lugar extraño"). Cinco anos mais tarde, obteve novamente o Prêmio Melhores Obras Literárias Publicadas por sua novela Yomurí.
Em 2024, foi reconhecida como uma das 50 pessoas mais criativas pela revista Forbes em sua edição chilena.
Seu trabalho tem sido descrito como "literatura de viagem" e um trânsito entre "a crônica de viagens, a autobiografia, a autoficção e o ensaio".

## Publicações
- Poste-restante (2001)[10]
- A novela de outro (2004)
- Os perplejos (2009)
- Ramal (2011)
- Fui (2016)
- O futuro é um lugar estranho (2016)
- Em obra (2018)
- A revolução a dedo (2020)
- A volta ao cão (2022)
- Yomurí (2023)